# Deep Ellum

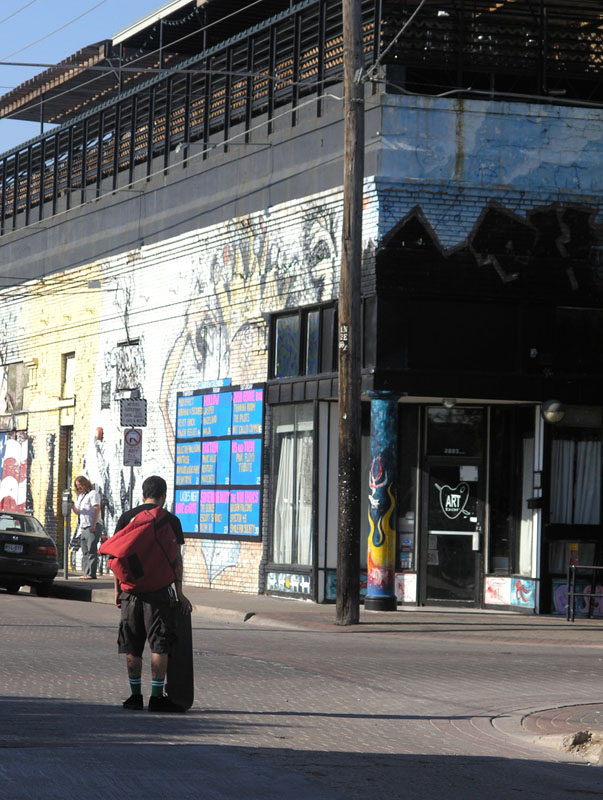
Una via del DEeep Ellum.

Deep Ellum è un quartiere di Dallas, negli Stati Uniti. Un tempo questa zona soffriva di gravi problemi sociali e di insicurezza, ma nella seconda parte del XX secolo è stato interessato da un rinnovamento urbano che l'ha portato a divenire un quartiere dedicato all'arte e ai divertimenti.